# Podgórnoie (Rostov)
|  | Per a altres significats, vegeu «Podgórnoie». |

Podgórnoie (en rus: Подгорное) és un poble de l'óblast de Rostov, a Rússia, que en el cens del 2010 tenia 1.127 habitants, pertany al districte de Remóntnoie.